# David Möller
David Möller (n. 13 ianuarie 1982, Sonneberg, Republica Democrată Germană, Germania) este un sănier ce a reprezentat Germania, medaliat olimpic. A participat la 3 ediții ale Jocurilor Olimpice (2006, 2010, 2014) în care a câștigat o medalie de argint.